# 3967 Shekhtelia
3967 Shekhtelia eller 1976 YW2 är en asteroid i huvudbältet som upptäcktes den 16 december 1976 av den ryska astronomen Ljudmila Tjernych vid Krims astrofysiska observatorium på Krim. Den är uppkallad efter Fyodor O. Shekhtel'.
Asteroiden har en diameter på ungefär 29 kilometer och den tillhör asteroidgruppen Ursula.